# 锐叶紫珠
锐叶紫珠（学名：Callicarpa tikusikensis）为马鞭草科紫珠属下的一个种。